# Shelby Series 1
Shelby Series 1 — высокопроизводительный родстер, разработанный Кэрроллом Шелби и производившийся компанией Shelby American Inc.

## Описание
Впервые Shelby Series 1 был представлен в 1997 году на автосалоне в Лос-Анджелесе. Представляет собой современную интерпретацию AC Cobra. Несмотря на первоначальные заявления о том, что автомобиль был полностью собран собственными силами, большая часть производственного цикла контролировалась General Motors, причём большая часть компонентов использовалась из их корзины запчастей, включая силовую установку.

## Технические характеристики
Shelby Series 1 оснащён 4,0-литровым двигателем Oldsmobile L47 Aurora V8 мощностью 239 кВт (320 л. с.) с двумя вариантами модернизации. Первый вариант, получивший название X50, стоил 20150 долларов США. Предполагалось, что к выходной мощности двигателя будут добавлены дополнительные 37 кВт (50 л. с.). Второй вариант включал в себя добавление нагнетателя стоимостью 35100 долларов США, который увеличивал выходную мощность до 336 кВт (450 л. с.). Позже мощность была увеличена до 403 кВт (540 л. с.). Автомобили X50 с опциями требовали модернизации 2-поршневого тормозного пакета за 4160 долларов США. В то время как заводские автомобили с наддувом дополнительно должны были добавить 4-поршневой тормозной пакет за 11 050 долларов США и дополнительно были оснащены специальной системой двойного дискового сцепления.
Shelby Series 1 обладал всеми удобствами роскошного автомобиля. Он имел гидроусилитель руля, дисковые тормоза с электроприводом, заводской кондиционер, электрические стеклоподъёмники и аудиосистему AM/FM/CD. Складной верх откидывается из поля зрения в отсек, расположенный позади кабины. Некоторые автомобили продавались как настоящие автомобили с открытым верхом без кабриолета.
Shelby Series 1 имел подвеску на двойных поперечных рычагах с катушковерными дистанционными демпферами резервуара, установленными внутри и приводимыми в действие коромыслами. Двигатель был установлен полностью за передним мостом и приводил в движение приводной вал, опирающийся на крутящую трубу, которая вращала 6-ступенчатую коробку передач ZF, специально модифицированную для Series 1. Шасси было изготовлено из экструдированного и формованного алюминия 6061. Он был сварен вместе, а затем подвергнут последующей термообработке для максимальной прочности. Затем специально разработанные алюминиевые сотовые панели были прикреплены к доскам пола и рокерам для дополнительной структуры и жёсткости. Панели кузова были выполнены из углеродного волокна и ламината из стекловолокна. Двигатель, реактивная трубка, коробка передач и опоры демпфера были изолированы от рамы резиной. Прототипы с наддувом имели мощность двигателя 447 кВт (600 л. с.) и крутящий момент 720 Н·м. Шины Goodyear Eagle F1, специально изготовленные для автомобиля, были основаны на гоночных дождевых шинах IMSA, которые использовались для шоу-кара.
До 96 км/ч автомобиль разгонялся за 4,4 секунды, а время разгона на четверть мили — 12,8 секунды при скорости 180,2 км/ч. Максимальная скорость автомобиля 274 км/ч.

## Другие функции
- Передние колёса: 18«x10»
- Задние колёса: 18«x12»
- Передние шины: 265/40 ZR-18
- Задние шины: 315/40 ZR-18

## Series 2
После банкротства Venture Corporation к Кэрроллу Шелби обратились новые инвесторы с планами построить Series II. Дизайн был очень похож на Series I, но с рестайлинговыми бамперами, фарами в сборе, улучшенной трансмиссией, большей мощностью и другими улучшениями. Три прототипа Series II были построены для представления на Concorso Italiano 2006 года в Монтерее, штат Калифорния. Они были введены по цене 225000 долларов за серийные модели. Заказы с депозитами были размещены на ограниченный тираж. Все, за исключением нескольких производственных слотов, были распроданы за относительно короткое время.
В проект Series 2 было инвестировано более 5000000 долларов США, хотя было выпущено только три прототипа. Законом стали более строгие стандарты Министерства транспорта США.

Проект Series II был перезапущен в 2024 году, в преддверии 25-летия Series 1. Планируется выпустить 10 автомобилей. Двигатели: 7,0-литровый 427 Windsor V8, 7,3-литровый «Godzilla» или электродвигатель. В отличие от предыдущего концепта, версия имеет жёсткую крышу. Цены варьируются от 305000 фунтов стерлингов.

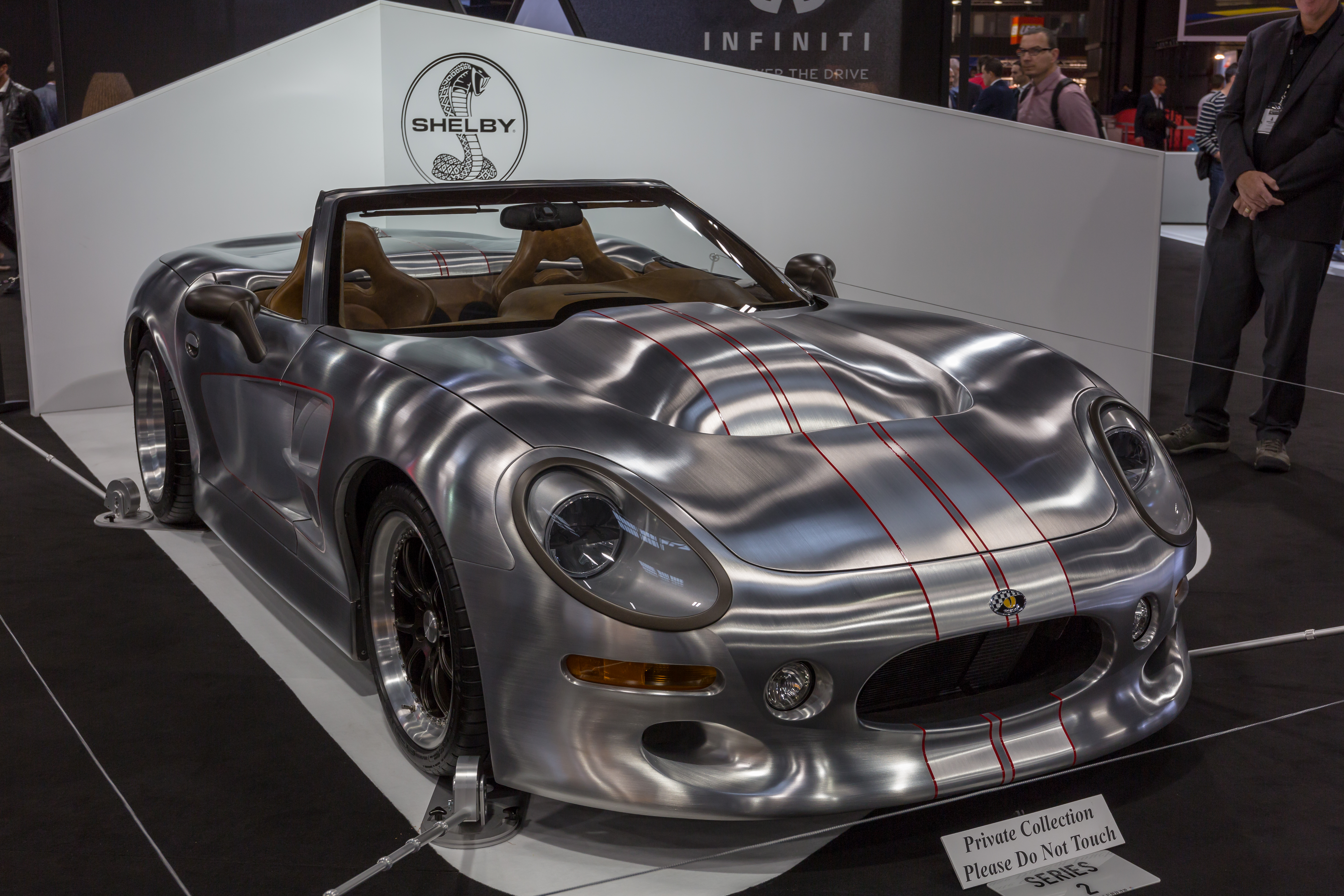
Вид спереди
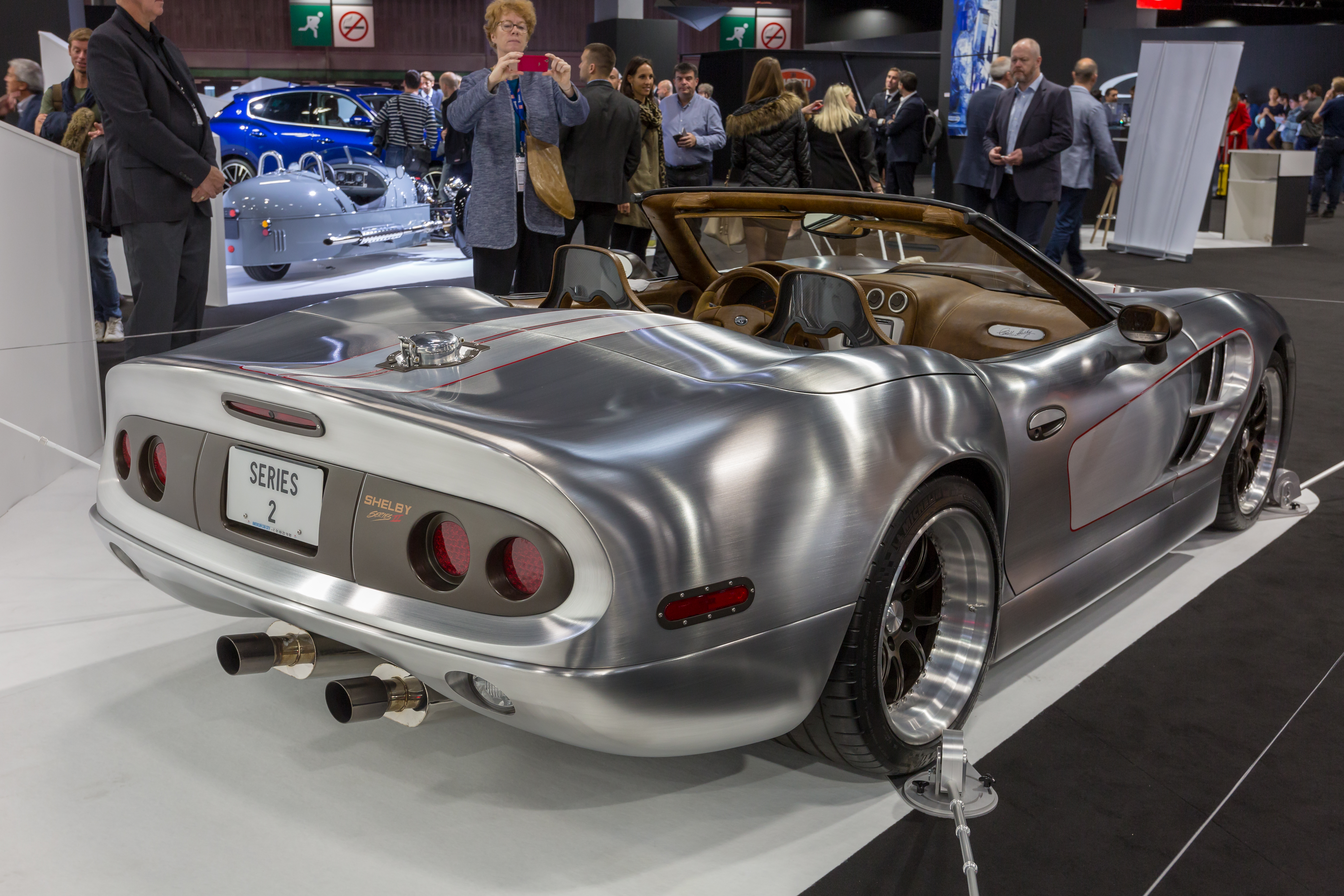
Вид сзади